# Alcmena
En la mitologia grega Alcmena (en grec antic Άλκμήνη) era l'esposa d'Amfitrió i la mare d'Hèracles. Pertany al llinatge de Perseu.
D'una bellesa notable, va acordar amb Amfitrió, el seu espòs, que no consumaria el matrimoni fins que ell no hagués dut a terme una venjança per ella. Alcmena havia sabut que els seus germans havien mort lluitant en una batalla contra els pirates tafis i li va demanar a Amfitrió que els vengés. Alcmena va viure a Tebes, acollida per Creont, quan va ser exiliada amb Amfitrió. Aquest va matar accidentalment al seu sogre quan, per desviar una vaca furiosa va llençar un bastó que es va desviar i li va caure al cap. Llavors el germà del difunt, Estènel, els va desterrar. Un dia, Amfitrió va marxar a lluitar contra els tafis i Zeus, que la desitjava, es va unir amb Alcmena. Per fer-ho va adoptar la forma d'Amfitrió, perquè coneixia la virtut de la noia. Segons una tradició, Zeus va fer que la nit es perllongués durant tres dies sencers, per poder estar més temps amb ella, i li va dir a Hèlios que no sortís fins que no hagués passat tot aquell temps. Al tornar Amfitrió, es va sorprendre del poc cas que n'hi va fer la seva esposa, i va començar a relatar-li la campanya i que havia acomplert la venjança. Alcmena li va dir que en coneixia els detalls. Amfitrió, sorprès, va consultar Tirèsias, i l'endeví li va revelar el seu gloriós infortuni. Alcmena va concebre dos bessons, un Hèracles, fill de Zeus, i l'altre Íficles, fill d'Amfitrió. Es diu que Alcmena va ser la darrera mortal que es va unir amb Zeus. Amfitrió va pensar en castigar la seva dona quan va saber que l'havia enganyat amb el déu, i la va voler cremar. A l'encendre la foguera, una pluja fortíssima va apagar el foc, i Amfitrió va entendre el que l'hi deien els déus. Va perdonar Alcmena.
Quan s'apropava el moment del part, Hera, gelosa de la seva rival, va intentar perllongar-lo tant com va poder, ja que era la deessa que els facilitava. Alcmena, temerosa de la gelosia de la deessa, va abandonar Hèracles només néixer als afores de Tebes. Però Atenea el recuperà i convencé a Hera perquè l'hi tornés.
Més endavant, quan Alcmena va enviudar, va acompanyar el seu fill, quan l'heroi, junt amb el seu germà Íficles i el fill d'aquest, Iolau, va voler tornat a Tirint, la seva pàtria d'origen, quan ja havia acabat els seus Treballs. Però Euristeu ho va impedir. Quan Hèracles va morir, Alcmena era a Tirint, amb una part dels seus nets (els altres eren a Corint i a Traquis). Va ser expulsada per Euristeu d'aquella ciutat. Euristeu va aconseguir també que Ceix, el rei de Traquis, fes el mateix amb els descendents de l'heroi que eren als seus dominis. Tots van marxar a Atenes, on van trobar protecció. Els atenesos van negar-se a les peticions d'Euristeu d'expulsar de la seva ciutat els descendents d'Hèracles, i va esclatar una guerra en la qual va morir Euristeu. Van lliurar el seu cap a Alcmena, que li va treure els ulls amb un fus de filar. Després s'establí a Tebes amb els heràclides i allà va morir a una edat avançada. Després de morta, segons Antoní Liberal, Zeus va enviar Hermes a buscar el seu cos per a portar-lo a les illes dels Benaurats, i casar-la amb Radamant. Hermes ho va fer així, va agafar el cos d'Alcmena i en el seu lloc hi posà una pedra. Els Heràclides, que transportaven el cos per enterrar-lo, van trobar que la caixa pesava molt. Quan la van obir van trobar la pedra i la van plantar en el bosc sagrat on hi ha l'heròon d'Alcmena a Tebes. Segons una altra versió, va ser conduïda a l'Olimp, on participava dels honors divins del seu fill. De vegades es deia que quan Amfitrió va morir lluitant al costat d'Hèracles, Alcmena es casà amb Radamant que aleshores estava desterrat.
Galantis fou la seua serventa.